# Aguriahana picta
Aguriahana picta är en insektsart som beskrevs av Irena Dworakowska 1972. Aguriahana picta ingår i släktet Aguriahana och familjen dvärgstritar. Inga underarter finns listade i Catalogue of Life.